# Stephan Barcha
Stephan de Freitas Barcha (Rio de Janeiro, 7 de outubro de 1989) é um cavaleiro olímpico brasileiro de saltos no hipismo. Ele foi medalha de ouro nos Jogos Pan-Americanos de 2023 no hipismo, na modalidade saltos individual e medalha de bronze na mesma competição, na modalidade saltos por equipe.

## Biografia
Ele nasceu no Rio de Janeiro e começou a montar com 8 anos na Sociedade Hípica Brasileira, mas aos 20 anos decidiu se mudar para a Itália, para se aperfeiçoar no esporte. Ele tem uma relação próxima com Sobradinho, Distrito Federal, sua esposa e filhos são de lá e é uma de suas residências.
Nos Jogos Olímpicos de Verão de 2016 sendo o caçula da equipe brasileira ele viria a ser eliminado dos jogos por causar um pequeno arranhão em seu cavalo com a espora.
Ele terminou na 5ª colocação nos Jogos Olímpicos de Verão de 2024 no hipismo, na modalidade saltos individual.